# نادی‌هدیش
نادْیْ‌هِدیِش (به مجاری:  Nagyhegyes) یک منطقهٔ مسکونی در مجارستان است که در ناحیه هایدوسوبوسلو واقع شده‌است. نادی‌هدیش ۱۳۲٫۷۶ کیلومتر مربع مساحت و ۲٬۷۱۴ نفر جمعیت دارد.